# キナラ州
キナラ州（ポルトガル語: Quinara）は、ギニアビサウを構成する8つの州の1つである。州都はブバ。

## 隣接州
- ボラマ州
- バファタ州
- トンバリ州

## 下位行政区画

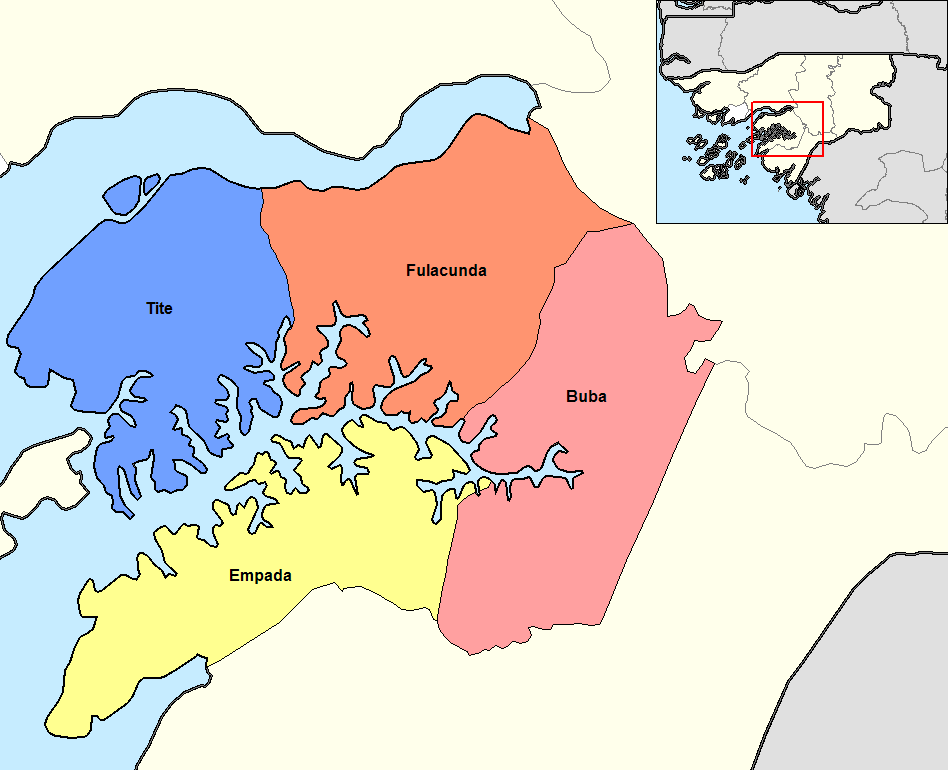
キナラ州のセクター

- ブバ区 - 中心都市：ブバ
- エンパーダ区 - 中心都市：エンパーダ
- フラクンダ区 - 中心都市：フラクンダ
- Tite

## 出身人物
- マラム・バカイ・サニャ - 政治家、 第4代ギニアビサウ大統領